# 細川頼元
細川 頼元（ほそかわ よりもと）は、室町時代の武将、守護大名。室町幕府4代管領、小侍所所司、侍所頭人。摂津国・土佐国・讃岐国・安芸国・丹波国守護。通称は三郎。官位は右馬助、従四位下・右京大夫。細川京兆家7代当主。

## 経歴
細川頼春の子として誕生。幼名は聡明丸、初名は頼基（読み同じ）、のち頼元に改名（以後「元」の字は京兆家の家督継承者が用いる通字となる）。
兄・頼之の管領就任に伴ってその補佐に務め、文中3年/応安7年（1374年）に摂津守護に就任、南朝から北朝に降った楠木正儀の救援で河内国へ下向したり、橋本正督征討に向かっている。
天授5年/康暦元年（1379年）に兄が斯波義将を中心とする康暦の政変で失脚すると摂津守護を解任され兄と共に四国へ下る。翌天授6年/康暦2年（1380年）に兄が3代将軍・足利義満から赦免されると弘和元年/永徳元年（1381年）に上洛して幕府に出仕、弘和3年/永徳3年（1383年）に摂津守護に復帰した。
元中8年/明徳2年（1391年）4月、斯波義将に代わり管領となる。同年の明徳の乱で兄と共に参戦した。元中9年/明徳3年（1392年）、丹波国守護となった。同年の兄の死により土佐・讃岐も領有し、4ヶ国の守護となった。
明徳4年（1393年）に管領を辞任、応永2年（1395年）の義満の出家で共に出家、応永4年（1397年）に死去。享年55。法名は妙観院春林梵栄。
頼元以後、細川京兆家は三管領の一つとして室町幕府の管領を務める家柄となり、当主は従四位下右京大夫に代々任ぜられるようになる。

## 系譜
- 父：細川頼春（1304/1299-1352）
- 母：不詳
- 養父：細川頼之（1329-1392）
- 正室：赤松則祐娘
  - 長男：細川満元（1378-1426）
  - 男子：細川満国
- 生母不明の子女
  - 女子：宇都宮基綱室
  - 女子：細川成之室